# مونتريال إي بريكس 2017
مونتريال إي بريكس 2017 (بالإنجليزية: 2017 Montreal ePrix)‏ هو سباق سيارات فورمولا إي الكهربائية أقيم بتاريخ 29 يوليو 2017 في Montreal Street Circuit ‏، كندا، وكان السباق 11 من أصل 12 في بطولة العالم للفورمولا إي 2016–17، وكان أول المنطلقين لوكاس دي غراسي.
فاز بالمركز الأول  لوكاس دي غراسي، وكان صاحب أسرع لفة لويك دوفال.